# Àrquies de Corint
Àrquias de Corint o Àrquies de Corint (en grec antic: Ἀρχίας, llatí: Archias) fou el fundador de Siracusa l'any 734 aC.
Era un heraclida, de la línia temènida o baquíada. A conseqüència de la mort d'Acteó, de qui estava profundament enamorat, va decidir sortir de Corint i va consultar l'oracle de Delfos, que li va donar uns paràmetres d'on havia d'anar. Àrquies va sortir amb Quersícrates, un altre ciutadà corinti, segons Estrabó, a qui va deixar a Còrcira. Va assistir a la fundació de Crotona per part de Miscel, amb qui havia anat a consultar l'oracle, i finalment va arribar a Sicília on va fundar Siracusa. En parlen Plutarc, Diodor de Sicília, Pausànies i Esteve de Bizanci.